# Rječina
Rječina este o arie protejată (sit de importanță comunitară — SCI) din Croația întinsă pe o suprafață de 221,99 ha, integral pe uscat.

## Localizare
Centrul sitului Rječina este situat la coordonatele 45°23′53″N 14°25′16″E / 45.398°N 14.421°E.

## Înființare
Situl Rječina a fost declarat sit de importanță comunitară în iulie 2013 pentru a proteja 1 specie de animale.

## Biodiversitate
Situată în ecoregiunea mediteraneană, aria protejată conține 1 habitat natural: Pante stâncoase calcaroase cu vegetație casmofită.
La baza desemnării sitului se află o specie protejată de  nevertebrate: Austropotamobius pallipes.